# 西瓦卡西
西瓦卡西（Sivakasi），是印度泰米尔纳德邦Virudhunagar县的一个城镇。总人口72170（2001年）。

## 人口
该地2001年总人口72170人，其中男性36354人，女性35816人；0—6岁人口7799人，其中男4059人，女3740人；识字率76.98%，其中男性为82.13%，女性为71.74%。